# TBS-Puffer
TBS-Puffer (englisch Tris-buffered saline, TBS) ist ein in der Biochemie zur Lösung von Proteinen verwendeter Puffer.

## Eigenschaften
TBS-Puffer wird zur Untersuchung der Bindung und zur Lagerung von Proteinen sowie zur Immundetektion verwendet, darunter im Western Blot, im ELISA, im ELISPOT, in der Immunfluoreszenz und in der Immunhistochemie. TBS-Puffer besteht meistens aus 10 – 50 mM TRIS als Puffersubstanz und 150 mM Natriumchlorid für eine physiologische Ionenstärke. Der pH-Wert wird je nach Protokoll mit verdünnter Salzsäure auf 7,2 bis 7,6 eingestellt. Der pH-Wert nimmt pro Kelvin um 0,03 ab. Alternativ zum TBS-Puffer werden unter anderem Good-Puffer verwendet. TBS-Puffer mit Tween 20 wird als TBS-T-Puffer bezeichnet.